# Baby, baby
Baby, baby is een nummer van Nicole & Hugo. Het was tevens het nummer waarmee ze België vertegenwoordigden op het Eurovisiesongfestival 1973 in de Luxemburgse hoofdstad Luxemburg. Daar werden ze uiteindelijk zeventiende en laatste met 58 punten.
Eigenlijk moesten Nicole & Hugo België al in 1971 vertegenwoordigen met Goeiemorgen, morgen. Omdat Nicole echter vlak voor het festival geelzucht kreeg, vertegenwoordigden Jacques Raymond en Lily Castel toen het land.
Tijdens de eerste halve finale van het Eurovisiesongfestival 2024 werd Baby, baby geëerd als grensverleggend, omdat het voor het eerst was dat dans en zang gecombineerd werden, wat later gretig overgenomen werd.

## Resultaat  bij Eurovisiesongfestival 1973
| Plaats | Land        | Artiest(en)        | Lied       | Punten |
| ------ | ----------- | ------------------ | ---------- | ------ |
| 15     | Frankrijk   | Martine Clémenceau | Sans toi   | 65     |
| 15     | Joegoslavië | Zdravko Čolić      | Gori vatra | 65     |
| 17     | België      | Nicole & Hugo      | Baby baby  | 58     |